# Thalassoma duperrey
Thalassoma duperrey es una especie de peces de la familia Labridae en el orden de los Perciformes.

## Morfología
- Los machos pueden llegar alcanzar los 28 cm de longitud total.[2]

## Distribución geográfica
Se encuentran en las Islas Hawaii.